# بيتر ده كايزر

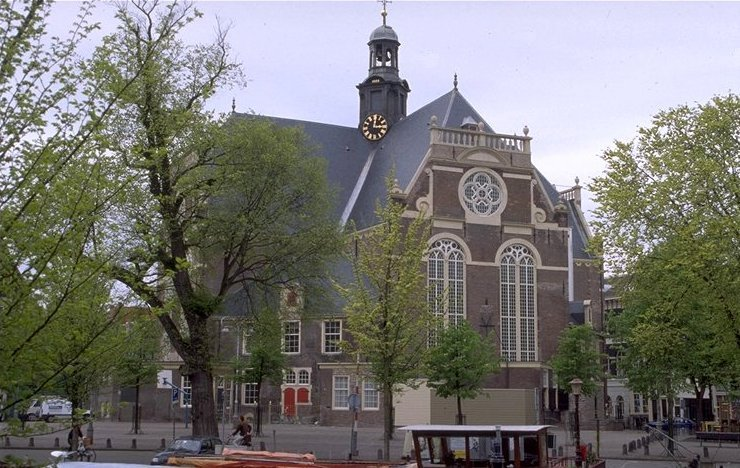
بيتر ده كايزر أكمل Noorderkerk في أمستردام مخلفاً أباه في 1621

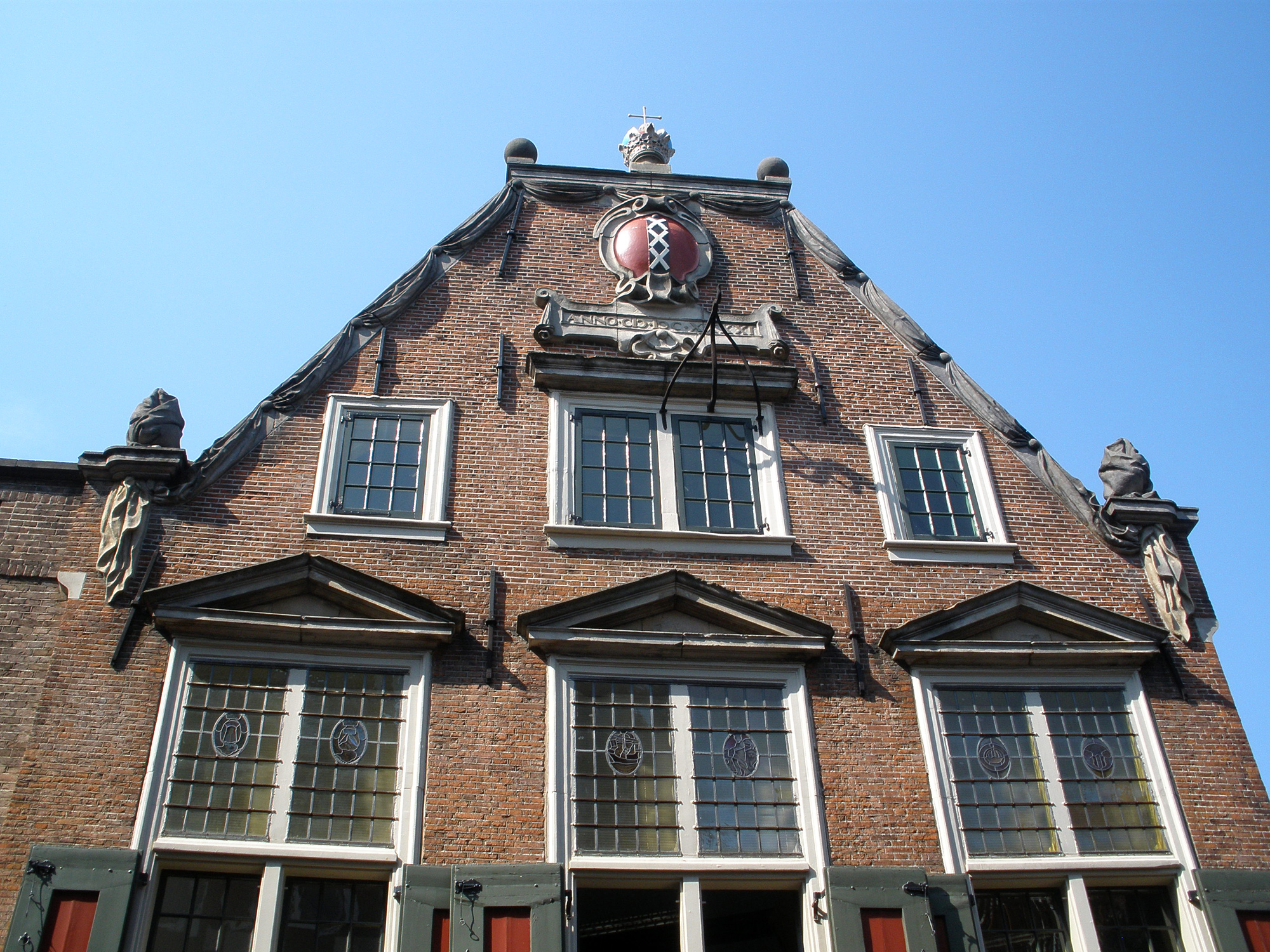
Saaihal في أمستردام، صممه بيتر ده كايزر ويؤرخ منذ 1641

بيتر ده كايزر (بالهولندية: Pieter de Keyser)‏ (حوالي 1595 - 15 سيتمبر 1676 (دفن)) كان مهندساً معمارياً (bouwmeester) من العصر الذهبي الهولندي ونحات. وقد تبع مسيره والده هندريك ده كايزر وأكمل عدداً من مباني هندريك ده كايزر بعد وفاته في 1621.